# Rui Águas (pilote automobile)
Pour les articles homonymes, voir Rui Águas.
Rui Águas, né le 29 février 1972 à Nampula, est un pilote automobile portugais.

## Biographie
Rui Águas débute en Championnat de Grande-Bretagne de Formule Ford en 1993 avec le constructeur Van Diemen. L'année suivante, il s'engage dans le Championnat de Grande-Bretagne de Formule Renault.
Sa carrière se poursuit par la suite en monoplace avec des participations en Formule 3000 et Formule Renault. Il fréquente aussi l'Eurocup Mégane Trophy.
Rui s'oriente ensuite vers l'endurance avec tout d'abord le Championnat FIA GT puis l'American Le Mans Series.
Il participe pour la première fois aux 24 Heures du Mans en 2011 où il abandonne.
Vient ensuite 2012, année où il intègre le tout nouveau Championnat du monde d'endurance FIA dans la catégorie GTE Am. Il dispute ainsi de nouveau les 24 Heures du Mans. L'année suivante voit le même programme, mais en 2014, il ne participe ni aux 24 Heures du Mans ni au championnat.
Il est néanmoins reconduit en 2015 et 2016, signant 3 victoires dans sa catégorie ainsi qu'une 2e place toujours en catégorie aux 24 Heures du Mans 2016,.
En 2015 et 2016, il prend aussi part à l'Asian Le Mans Series, toujours au volant d'une Ferrari.

## Carrière et détails
Sauf indication contraire ou complémentaire, les informations mentionnées dans cette section peuvent être confirmées par la base de données Driver Database.
- 1993 :
  - Formule Ford Festival, 8e sur Van Diemen RF93 avec l'écurie Duckhams Racing ;
  - Formule Ford de Grande-Bretagne, 4e sur Van Diemen-Zagk RF93.

- 1994 :
  - Formule Opel Lotus Nations Cup,  avec le Team Portugal ;
  - Formula Renault Eurocup, 11e sur Swift SC94R (Renault F2N) ;
  - Championnat de Grande-Bretagne de Formule Renault,  sur Swift SC94R (Renault F2N) ;
  - Championnat d'Allemagne de Formule 3 (en), sur Dallara F394 (Opel) avec le Team Sical.

- 1995 (en) : Championnat d'Allemagne de Formule 3, 8e sur Dallara F395 (Opel) avec l'écurie GM Logico.

- 1996 :
  - Grand Prix de Monaco de Formule 3, 4e avec Dallara F395 (Opel) avec l'écurie Tokmakidis ;
  - Grand Prix de Macao de Formule 3, sur Dallara F396 (Opel) avec l'écurie Opel Team KMS Benetton Formula ;
  - Championnat d'Allemagne de Formule 3 (en), 6e sur Dallara F396 (Opel) avec l'écurie Opel Team KMS Benetton Formula.

- 1997 : Championnat international de Formule 3000, 10e sur Lola T96/50 avec l'écurie Nordic Racing (en) ;
- 1998 : Championnat international de Formule 3000, sur Lola T96/50 avec l'écurie Auto Sport Racing ;
- 1999 (en) : Euro Open Movistar par Nissan, 5e sur Coloni CN1/98 (Nissan) avec l'écurie Venturini Racing.

- 2000 :
  - Renault Sport Clio Trophy, 20e sur Renault Sport Clio ;
  - Open Telefonica by Nissan (en),  sur Coloni CN1 (Nissan) avec l'écurie Venturini Racing.

- 2001 : Renault Sport Clio Trophy, 6e sur Renault Sport Clio ;
- 2002 : Renault Sport Clio Trophy, 5e sur Renault Sport Clio ;
- 2005 : Championnat d'Italie GT (en),  sur Maserati Trofeo Light avec l'écurie AF Corse ;
- 2006 : Championnat FIA GT2, 4e sur Ferrari 430 GT2 avec l'écurie AF Corse.

- 2007 :
  - Grand American Rolex Series - GT, 93e sur Ferrari F430 avec l'écurie Challenge Corsa Motorsports ;
  - 12 Heures de Sebring, 32e sur Ferrari F430 GT avec l'écurie Corsa Motorsports ;
  - International GT Open GTA, sur Ferrari 430 GT2 avec l'écurie Advance Engineering ;
  - Championnat FIA GT-GT2, 12e sur Ferrari 430 GT2 avec les écuries AF Corse Motorola ;
  - American Le Mans Series-GT2, 42e sur Ferrari F430 GT avec l'écurie Corsa Motorsports/WLR.

- 2008 : avec l'écurie Advanced Engineering.
  - International GT Open, 32e sur Ferrari 430 GT2 ;
  - Championnat d'Italie GT-GT2, 6e sur Ferrari 430 ;
  - International GT Open GTA, 22e sur Ferrari 430 GT2.

- 2009 : avec l'écurie Advanced Engineering.
  - International GT Open, 19e sur Ferrari 430 GT2 ;
  - SARA GT - Championnat d'Italie GT-GT2, 8e sur Ferrari 430 ;
  - International GT Open - Super GT, 10e sur Ferrari 430 GT2.

- 2010 : avec l'écurie AF Corse.
  - International GT Open, 47e sur Ferrari 430 GT2 ;
  - Championnat d'Italie GT2, 10e sur Ferrari 430 ;
  - International GT Open - Super GT, sur Ferrari 430 GT2 ;
  - 24H Series - SP2, sur Ferrari F430 GT2.

- 2011 : avec l'écurie AF Corse.
  - Intercontinental Le Mans Cup - LM GTE Am, sur Ferrari F430 ;
  - 24 Heures du Mans - GTE Pro, sur Ferrari F458 Italia ;
  - American Le Mans Series - GT, sur Ferrari F430 GTE ;
  - Le Mans Series - LM GTE Am, sur Ferrari F430 GTE.

- 2012 : avec l'écurie Corsa / Waltrip Racing.
  - 24 Heures du Mans - GTE Am, 6e sur Ferrari 458 Italia GT2 ;
  - Championnat du monde d'endurance FIA, 53e sur Ferrari 458 GTC ;
  - Championnat du monde d'endurance FIA - LMGTE Am, sur Ferrari 458 Italia ;
  - Grand American Rolex Series - GT, 41e sur Ferrari 458 Italia AF.

- 2013 : (sauf mention contraire) avec l'écurie 8 Star Motorsports.
  - 6 Heures de Rome, sur Ferrari 458 avec l'écurie AF Corse ;
  - International GTSprint Series (en), 24e sur Ferrari 458 avec l'écurie AF Corse
  - 24 Heures du Mans - GTE Am, 10e sur Ferrari 458 Italia ;
  - Championnat du monde d'endurance FIA, Coupe des pilotes GT, 14e sur Ferrari F458 Italia ;
  - Championnat du monde d'endurance FIA, Trophée pour les pilotes LMGTE Am,  sur Ferrari F458 Italia ;
  - Grand American Rolex Series - GT, 31e sur Ferrari 458 Grand-Am avec l'écurie AF - Waltrip.

- 2014 : (sauf mention contraire) avec l'écurie Spirit of Race.
  - Challenge Endurance GT/Tourisme V de V, 38e sur Ferrari 458 Italia GT3 avec l'écurie AF Corse ;
  - Grand Prix automobile de Macao GT Cup, 6e sur Ferrari F458 Italia GT3 ;
  - GT Asia - GT3, 14e sur Ferrari F458 Italia GT3.

- 2015 : (sauf mention contraire) avec l'écurie AF Corse.
  - 3 Heures de Sepang, 7e sur Ferrari F458 Italia GT3 avec l'écurie Spirit of Race ;
  - 2 Heures de Fuji, 4e sur Ferrari F458 Italia GT3 avec l'écurie Spirit of Race ;
  - Blancpain Endurance Series - GT3 AM Cup, 16e sur Ferrari 458 Italia ;
  - Group C Racing Championship Class 1, 7e sur Mercedes-Benz C11 (écurie non mentionnée) ;
  - European Le Mans Series - GTE, 17e sur Ferrari F458 Italia ;
  - Championnat du monde d'endurance FIA, Coupe des pilotes GT, 19e sur Ferrari 458 Italia GT2 ;
  - Championnat du monde d'endurance FIA - LMGTE Am, 4e sur Ferrari F458 Italia ;
  - United SportsCar Championship - GTD, 34e sur Ferrari 458 Italia Grand-Am.

- 2015-16 : Asian Le Mans Series - GT, 9e sur Ferrari 458 Italia GT3 avec l'écurie Spirit of Race.

- 2016 : (sauf mention contraire) avec l'écurie AF Corse.
  - Group C Racing Series Class 1, 21e sur Mercedes-Benz C11 (écurie non mentionnée) ;
  - Championnat du monde d'endurance FIA - LMGTE Am,  sur Ferrari F458 Italia ;
  - European Le Mans Series - GTE, 8e sur Ferrari F458 Italia.

- 2017 : (sauf mention contraire) avec l'écurie Spirit of Race.
  - Group C Racing - C1,  sur Mercedes-Benz C11 (écurie non mentionnée) ;
  - Blancpain GT Series Endurance Cup - ProAm, sur Mercedes-AMG GT3 avec l'écurie Zakspeed ;
  - Blancpain GT Series Asia (en) - GT3, 10e sur Ferrari 488 GT3 ;
  - Asian Le Mans Series - GT, 7e sur Ferrari 488 GT3.

- 2018 : (sauf mention contraire) avec l'écurie Black Falcon.
  - Total 24 Heures de Spa - Pro-AM Cup class, 6e sur Mercedes-AMG GT3 ;
  - Group C Racing - C1, 23e sur Mercedes-Benz C11 (écurie non mentionnée) ;
  - Blancpain GT Series Endurance Cup - Pro-Am, 5e sur Mercedes-AMG GT3 ;
  - Masters Endurance Legends, sur Peugeot 908 HDi FAP (écurie non mentionnée) ;
  - 24H GT Series - Championship of the Continents - A6 Class, sur Mercedes-AMG GT3 ;
  - 24H Proto Series - Championship of the Continents - P3, 5e sur Ligier JS P3 avec l'écurie Spirit of Race.

- 2019 :
  - Endurance Racing Legends GT1B, 7e sur Aston Martin DBR9 ;
  - Michelin Le Mans Cup - GT3, sur Ferrari 488 GT3 avec l'écurie Spirit of Race.

- 2021 : Michelin Le Mans Cup LMP3 Drivers Championship, 20e sur Ligier JS P320 avec l'écurie AF Corse.

### Résultats aux 24 Heures du Mans

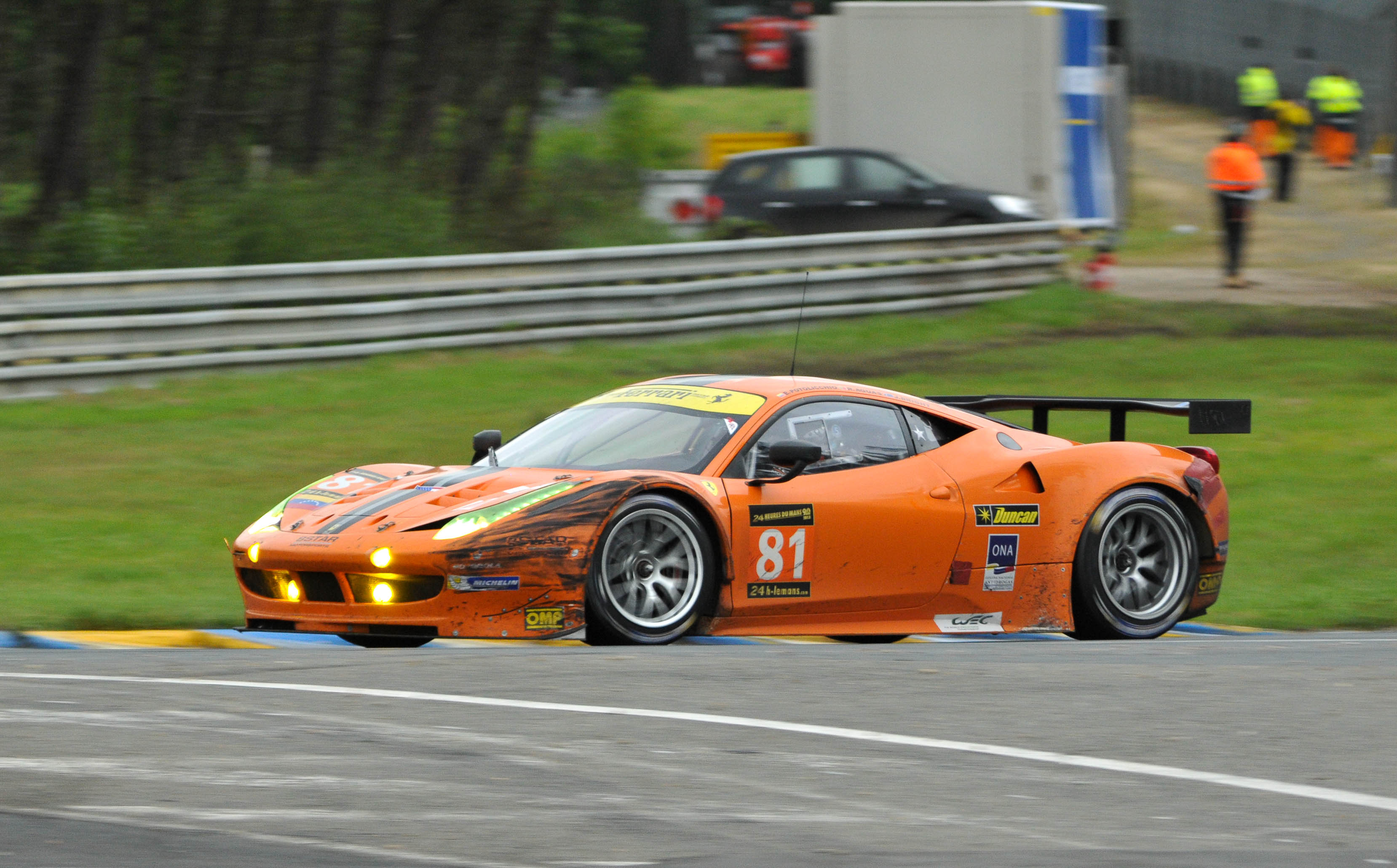
Rui au circuit du Mans en 2013.

| Année | Équipe            | Équipiers                          | Voiture                | Classe  | Tours | Pos. | Class Pos. |
| ----- | ----------------- | ---------------------------------- | ---------------------- | ------- | ----- | ---- | ---------- |
| 2011  | AF Corse-Waltrip  | Robert Kauffman Michael Waltrip    | Ferrari 458 Italia GT2 | GTE Pro | 178   | Abd. | Abd.       |
| 2012  | AF Corse-Waltrip  | Robert Kauffman Brian Vickers      | Ferrari 458 Italia GT2 | GTE Am  | 294   | 31e  | 6e         |
| 2013  | 8Star Motorsports | Enzo Potolicchio Jason Bright (en) | Ferrari 458 Italia GT2 | GTE Am  | 294   | 38e  | 10e        |
| 2015  | AF Corse          | Emmanuel Collard François Perrodo  | Ferrari 458 Italia GT2 | GTE Am  | 330   | 26e  | 4e         |
| 2016  | AF Corse          | Emmanuel Collard François Perrodo  | Ferrari 458 Italia GT2 | GTE Am  | 331   | 27e  | 2e         |

### Résultats en Championnat du monde d'endurance FIA
| Année | Équipe            | Classe   | Voiture                | Moteur           | 1     | 2       | 3     | 4     | 5     | 6     | 7     | 8     | Rang | Points |
| ----- | ----------------- | -------- | ---------------------- | ---------------- | ----- | ------- | ----- | ----- | ----- | ----- | ----- | ----- | ---- | ------ |
| 2012  | AF Corse-Waltrip  | LMGTE Am | Ferrari 458 Italia GT2 | Ferrari 4,5 L V8 | SEB 4 | SPA DNS | LMS 4 | SIL - | SÃO - | BHR 2 | FUJ - | SHA 4 | 4e   | 108    |
| 2013  | 8Star Motorsports | LMGTE Am | Ferrari 458 Italia GT2 | Ferrari 4,5 L V8 | SIL 3 | SPA 1   | LMS 8 | SÃO 2 | CdA 4 | FUJ 4 | SHA 1 | BHR 2 | 2e   | 128    |
| 2015  | AF Corse          | LMGTE Am | Ferrari 458 Italia GT2 | Ferrari 4,5 L V8 | SIL 2 | SPA 2   | LMS 3 | NÜR 3 | CdA 3 | FUJ 3 | SHA 1 | BHR - | 4e   | 136    |